# Ditylenchus dipsaci
Ditylenchus dipsaci és una espècie de nematode fitopatogen que principalment afecta la ceba i l'all. Els símptomes de la infecció inclouen retard en el creixement, la decoloració dels bulbs i les tiges inflades.D. dipsaci és un endoparàsit migrador que té un cicle vital amb cinc estadis i la capacitat d'entrar en un estadi de dormició. D. dipsaci entra a través de l'estoma de la planta o de les ferides i crea agalles o malformacions en el creixement de la planta. Això permet l'entrada de fongs i bacteris patògens. Per combatr aquesta plaga es fan servir la desinfecció de les llavors, un tractament amb calor, la rotació de conreus i la fumigació dels camps.D. dipsaci fa que les collites no tinguin valor comercial.
Hi ha unes 30 races biològiques dins Ditylenchus dipsaci amb poca variació biològica entre aquestes races.

## Importància
Prop de 450 espècies de plantes diferents són susceptibles al Ditylenchus dipsaci degut al gran nombre de races de "D. dipsaci" i és un dels cinc nematodes de la llista de quarantena de European and Mediterranean Plant Protection Organization (EPPO). Conreus com l'alfals, civada i les tulipes pateixen necrosi i creixement retardat que lentament destrueix les plantes. Les llavors, bulbs o plàntules infectades amb nematodes sovint no arriben a la maduresa i al rendiment agrícola potencial.